# 全体主義の起源
『全体主義の起源』（ぜんたいしゅぎのきげん、The Origins of Totalitarianism）は、ハンナ・アーレントが1951年に発表した政治学の著作である。

## 概要
アーレントは1906年にドイツのハノーファーで生まれた政治学者であり、1933年にナチ党が政権を掌握してからフランスへ亡命して政治活動に関わるが、1941年にフランス進攻があるとアメリカへ亡命して大学での教育に従事する。この著作では19世紀から20世紀にかけてイタリアやドイツで出現した全体主義についての論考が行われている。この著作は1951年に発表された研究であり、第1部の『反ユダヤ主義』、第2部の『帝国主義』、そして第3部の『全体主義』の三部から構成されている。

## 内容

### 第1部『反ユダヤ主義』
19世紀のヨーロッパの政治秩序を構成していたのは絶対主義の王政に基づいた国民国家であった。国民国家は文化的同一性に立脚して統一的集団として確立された。この国民の枠組みとは別に成り立っていたのが階級社会である。つまり富裕層や貧困層などの諸階級から成り立っている階級社会であり、これは国民を文化的に同一だとした国民国家と本質的には矛盾するものである。当時のヨーロッパの政治秩序においてはこの国民国家と階級社会の衝突は見られることはなかったが、その中でユダヤ人は階級社会から隔絶されており、また平等な国民の一員として国家に保護されていた集団であった。そのために国家に対する不平不満が生じるとその矛先がユダヤ人に向けられるようになる。これが全体主義に向かう前段階であった。アーレントは『反ユダヤ主義』が表面化した事例としてドレフュス事件に言及している。

### 第2部『帝国主義』
国民国家の体制に次第に大きな影響力を及ぼすようになったのが資本主義であり、資本家は政治への介入を積極的に行うようになる。資本主義、人種主義、そして官僚制の混合として帝国主義が出現する。帝国主義は資本主義の原理によって資本の輸出を推進しながら行政によって権力の輸出をも推進する。この帝国主義の膨張活動にとって国民国家は支障となり、階級社会から脱落した人々であるモッブが移民となって植民地化に乗り出していった。加えて人種主義は国民とは異なる外見的な差異を持つ集団を自覚させることで植民地の支配を正当化し、また官僚制は植民地の支配に適当な政令を発令することで、帝国主義の特徴である半永久的な膨張政策を進展させた。イギリスやフランスは植民地を海外に求める海外帝国主義が可能であったが、ドイツやロシアはその海外展開に遅れたために欧州大陸内方面に植民地を求める大陸帝国主義を余儀なくされた。海外への膨張を遮られた大陸帝国主義は、次第に国民国家により構成された政治秩序を超えた汎民族運動と連携しながら、人種主義(種族的ナショナリズム)の性格を強めることになる。

### 第3部『全体主義』
20世紀においては国民国家とそれに伴う階級社会が転換することになり、少数民族や人権問題の出現、大衆社会の成立が認められる。国内政治において政党が代表していた階級社会が消失したために、政党によっても代表されない孤立化した大衆が表面化したのである。ソ連について言えば、スターリンが集団農業化と有産階級の撲滅により個々を孤立無援にすることで、大衆社会を成立させたとする。この大衆は自らの政治的発言を階級政党とは別の政治勢力として集約しようと試み、プロパガンダを活用する全体主義運動を支持することになった。全体主義は大衆の支持を維持するために、また全体主義が体制として機能するためにはテロルとイデオロギーが重要である。テロルは法の支配によって確立されていた自由の領域を排除し、イデオロギーは一定の運動へと強制することで全体主義を制度化した。全体主義体制が問題であるのは、「個人性をまったく殲滅するようなシステムをつくること」にある。
アーレントによれば、スターリン体制の犯罪性は、数百から数千の著名な政治家や文学者の殺害にだけあったのではなく、何ぴとも、スターリンですらも「反革命的」活動の嫌疑をかけることは不可能だった数百万の無告の民の殲滅にこそあった。フルシチョフによるスターリン批判は、むしろその体制の犯罪性を矮小化するものであり、隠蔽するものだった。全体主義のテロルは、すべての組織的反対勢力が死滅し、全体主義の支配者がもはや恐れる必要のあるものは何ひとつないことを知ったときにはじめて解き放たれる。
ボリシェヴィキが、社会主義国に失業はあってはならないというイデオロギー的要求を貫徹するためにとった方法は、プロパガンダなどを使うことなく、失業給付を一切廃止するということだった。これにより、「ソ連には失業がない」という嘘は、事実となった。このように、ソ連の全体主義的独裁では、イデオロギー教義とそこから生まれた嘘を本物の現実に変えるためにテロルを用いた。また、スターリンは、ロシア革命の歴史の書き換えを行おうとした際には、資料もろとも、旧版の著者と読者を抹殺した。1938年に新しいロシア共産党史が刊行されたとき、この出版それ自体が、ロシアの一世代の知識人の10分の1を抹殺した大粛清の終了でもあった。
ボリシェヴィズム運動は、ナチ運動とよく似ている。ナチスがユダヤ資本による世界陰謀というフィクションから出発しているように、ボリシェヴィキも世界陰謀というフィクションを必要とした。ボリシェヴィキが完全な全体主義運動となるために用いたフィクションは、トロツキストの世界陰謀説であり、それ以後も、「三百家族」の世界陰謀、帝国主義、コスモポリタン、資本家の陰謀などその時々の必要に応じて取り替えていった。1930年代以降、ソ連は内政外交ともにこうした陰謀論というフィクションなしにはやっていけなくなった。
ソ連の工業建設期におけるグロテスクな失敗は、労働者階級のアトム化(原子化)をもたらすとともに、ボリシェヴィズム運動の力を増大させた。同様に、東欧でのナチスの大量虐殺は、労働力の損失とはなったものの、人種社会の安定化をもたらした。ナチスやソ連といった全体主義体制においては、成功か失敗を客観的に決めることはできず、虚構の世界では、失敗を失敗として記録するような行政機関は存在しない。
また、アーレントは　「反共主義」を冷戦時代の公式イデオロギーとした。

#### 「客観的な敵」
イデオロギーに賛同するかしないかによって敵味方を規定することは、全体主義運動の本質であるとアーレントはいう。この規定は、当の人物の友好性や敵対性とは関係がないため、警察も特別の調査を必要としない。イデオロギーによって規定される敵は、自然もしくは歴史の法則によって「客観的に」認定される。ナチスにおける人種的劣等者（ユダヤ人）も、消滅すべきブルジョワ階級（死滅する階級）も、「客観的な敵」なのである。この「客観的な敵」は、体制側の政策によってのみ認定されるのであり、誰が逮捕され、粛清されるべきかは、はじめから決まっており、その思想や計画は問われない。この「客観的な敵」の犯罪は、客観的に、「主観的因子」を参酌することなしに決定される。
スターリンは、人が心のなかで感じる友情や敵意が無意味であることを、自分が最も信頼できる味方を皆殺しにすることで証明した。強制収容所に収容された「客観的な敵」が、意識的に自由に賭けようとした人間の立場は馬鹿げたものとなった。「客観的な敵」は、「客観的な基準」に従って、当人がどういう人間であるかということからいえばまったく恣意的に選定されたが、過去の暴君支配にも、これほど効果的かつ徹底的に人間の自由を否定したものはなかった。ナチスやソ連の全体的支配は、罪の概念を廃棄する代わりに、「望ましからぬ者」「生きる資格のない者」という新しい概念を持ち出し、彼らは、あたかもかつて存在したことがなかったかのように地表から抹殺されていったのである。

#### 中華人民共和国
中華人民共和国では独裁の初期段階では、相当な流血があり、推定1500万人が犠牲者となった。ただしこれは比率からすればスターリン時代のロシアの人口減少よりも少ない。毛沢東の1957年演説「人民内部の矛盾を正しく処理することについて」は「百花斉放」政策でも知られるが、これは自由を主張したものではなく、共産党独裁のもとでも矛盾があるが、反対者は「思想矯正」によって鍛え直すという方法で扱われた。中国共産党は「イデオロギー的には不可謬でなければならず、政治的には世界支配を目指すインターナショナルな運動」を志しており、その全体主義的特質は最初から明白だった。中国共産党がとった国際政策は、すべての国の革命運動に中国の手先を潜入させ、北京の指導のもとでコミンテルンを復活させようとする極度に強引な政策だったとアーレントはいう。

## 評価
ル・モンドは、「20世紀の本100冊」に選んだ。ナショナル・レヴューは20世紀のノンフィクション100冊のリストの15位と位置づけた。インターカレッジ・スタディーズ・インスティテュートは20世紀のノンフィクション50冊に挙げた。
ノーマン・ポドレツはアレントのこの本に影響を受け、同書は、ナチズムと共産主義は兄弟であること、そして、古典的な専制が政治的に限定された権力を独占するのに対して、ナチズムと共産主義の二つの全体主義体制は、人々の生活のすみずみに渡って完全な支配を行おうとしたこと、共産主義は、ヒューマニズム的なレトリックを用いるが、ナチズムと同様の「絶対的な悪」であることを証明した。
シカゴ大学のバーナード・ワッサースタインは、アレントは政治経済、外交、軍事戦略について無知であり、反ユダヤ主義の文献を用いていると批判した。
しかし、ワッサースタインに対する反論としては、アーレントの『エルサレムのアイヒマン』を痛烈に批判していたゲルショム・ショーレムは『全体主義の起源』を称賛していたことを挙げることができる。ショーレムはエルンスト・ブロッホとともに、ユダヤ人迫害の時代の資料としては、反ユダヤ主義の情報源も生き残った資料として扱うこともあると述べている。
歴史学者エマニュエル・サーダは、科学的人種主義の台頭が帝国主義の台頭と直接相関しているというアーレントや、一般的な学術的コンセンサスに対して、ゴビノーのような人種思想が、ヨーロッパの植民地主義の科学的正当化において重要な位置を占めていることを支持する証拠はほとんどなく、アーレントは、全体主義を形成する上での人種主義の役割を過度に強調していると批判している。
ユルゲン・ハーバーマスは、アーレントによるマルクス主義の全体主義的解釈を支持しており、ハーバーマスは、生産力の解放の可能性に対するマルクスの明白な過大評価には全体主義的視点の限界があると指摘しており、アーレントの批判を拡張した。
川崎修は、当時利用できた資料の制約や実証性に欠ける議論のために、ナチズムやスターリニズムに関する歴史書としての役割は終えているが、政治理論の書としては、現代に生きる我々が参照する価値を今もなお有しているとする。

## 日本語訳
- ハンナ・アーレント『全体主義の起原』 みすず書房（全3巻）、1972‐74年、新装版1981年、再訂版2017年。
※訳題は〈起原〉表記、「1 反ユダヤ主義」大久保和郎訳、「2 帝国主義」大島通義・大島かおり訳、「3 全体主義」大久保和郎、大島かおり訳

### 関連文献
- 川崎修『アレント　公共性の復権』「現代思想の冒険者たち」講談社、1998年、新装版2005年。上記の元版
- 牧野雅彦『精読 アレント『全体主義の起源』』 講談社選書メチエ、2015年。ドイツ語版と英語版の異同も読解
- 牧野雅彦『ハンナ・アレント　全体主義という悪夢』「現代新書100・今を生きる思想」講談社現代新書、2022年。続編
- 仲正昌樹『悪と全体主義　ハンナ・アーレントから考える』 NHK出版新書、2018年